# هربرت ويتر
هربرت ويتر (بالنرويجية البوكمول: Herbert Wetter)‏ (15 مارس 1891 – 5 سبتمبر 1966) هو سبّاح نرويجي راحل، مثّل بلاده في الألعاب الأولمبية الصيفية 1912.

## روابط خارجية
هربرت ويتر على موقع أوليمبيديا (الإنجليزية)